# Margarinotus ruficornis
Margarinotus ruficornis är en skalbaggsart som först beskrevs av Johann Friedrich Carl Grimm 1852.  Margarinotus ruficornis ingår i släktet Margarinotus och familjen stumpbaggar. Inga underarter finns listade i Catalogue of Life.